# Миршакар (джамоат)
Мирсаид Миршакар — джамоат в Рошткалинском районе Горно-Бадахшанской автономной области Таджикистана.

## Селения джамоата
| Русское название  | Таджикское название | Джамоат/Сельсовет тыс. чел. (2015) |
| ----------------- | ------------------- | ---------------------------------- |
| кишлак Видодж     | деҳаи Видоҷ         | Мирсаид Миршакар                   |
| кишлак Бародж     | деҳаи Бароҷ         | Мирсаид Миршакар                   |
| кишлак Барджангал | деҳаи Барҷангал     | Мирсаид Миршакар                   |
| кишлак Бидиз      | деҳаи Бидиз         | Мирсаид Миршакар                   |
| кишлак Дашт       | деҳаи Дашт          | Мирсаид Миршакар                   |
| кишлак Даштак     | деҳаи Даштак        | Мирсаид Миршакар                   |
| кишлак Занинс     | деҳаи Занинс        | Мирсаид Миршакар                   |
| кишлак Вахдат     | деҳаи Ваҳдат        | Мирсаид Миршакар                   |
| кишлак Парзудч    | деҳаи Парзудч       | Мирсаид Миршакар                   |
| кишлак Тирбар     | деҳаи Тирбар        | Мирсаид Миршакар                   |
| кишлак Чагев      | деҳаи Чагев         | Мирсаид Миршакар                   |